# Tjekkiets fodboldforbund
Fotbalová asociace České republiky (FA ČR) er Tjekkiets nationale fodboldforbund og dermed det øverste ledelsesorgan for fodbold i landet. Det administrerer de tjekkiske fodbolddivisioner og landsholdet og har hovedsæde i Prag.
Forbundet blev grundlagt i 1901 og organiserede fra 1922 til 1993 fodbold i hele Tjekkoslovakiet. Det blev medlem af FIFA i 1907 og medlem af UEFA i 1994.

## Ekstern henvisning
- fotbal.cz Arkiveret 13. juli 2008 hos  Wayback Machine

| Fodbold | Spire Denne artikel om en fodboldorganisation er en spire som bør udbygges. Du er velkommen til at hjælpe Wikipedia ved at udvide den. |